# Підводні човни проєкту 615
| Підводні човни проєкту 615 | Підводні човни проєкту 615               | Підводні човни проєкту 615               |
| -------------------------- | ---------------------------------------- | ---------------------------------------- |
|                            |                                          |                                          |
|                            |                                          |                                          |
| M-296 проєкту А615 в Одесі |                                          |                                          |
| Під прапором               | СРСР                                     | СРСР                                     |
| Спуск на воду              | 1953-1957 рр (29 човнів)                 | 1953-1957 рр (29 човнів)                 |
| Виведений зі складу флоту  | 1956—1965 рр                             | 1956—1965 рр                             |
| Проєкт                     |                                          |                                          |
| Тип ПЧ                     | Малий торпедний ДПЧ                      | Малий торпедний ДПЧ                      |
| Розробник проєкту          | ЦКБ-18                                   | ЦКБ-18                                   |
| Головний конструктор       | А. С. Касацієр                           | А. С. Касацієр                           |
| Класифікація НАТО          | Quebec                                   | Quebec                                   |
| Основні характеристики     |                                          |                                          |
| Швидкість (надводна)       | 16 вузлів (30 км/год)                    | 16 вузлів (30 км/год)                    |
| Швидкість (підводна)       | 15 вузлів (28 км/год)                    | 15 вузлів (28 км/год)                    |
| Робоча глибина занурення   | 100 м                                    | 100 м                                    |
| Гранична глибина занурення | 120 м                                    | 120 м                                    |
| Автономність плавання      | 10 діб                                   | 10 діб                                   |
| Екіпаж                     | 29-33 особи                              | 29-33 особи                              |
| Розміри                    |                                          |                                          |
| Довжина найбільша (по КВЛ) | 56,6 м                                   | 56,6 м                                   |
| Ширина корпусу найб.       | 4,45 м                                   | 4,45 м                                   |
| Середня осадка (по КВЛ)    | 3,6 м                                    | 3,6 м                                    |
| Водотоннажність надводна   | 406 т                                    | 406 т                                    |
| Озброєння                  |                                          |                                          |
| Артилерія                  | спарений автоматична 25-мм гармата 2М-8  | спарений автоматична 25-мм гармата 2М-8  |
| Торпедно- мінне озброєння  | Носові: 4 ТА калібру 533-мм, (4 торпеди) | Носові: 4 ТА калібру 533-мм, (4 торпеди) |
| Зображення на Вікісховищі  |                                          |                                          |

Підводні човни проєкту 615 (А615) (Quebec) — тип малих підводних човнів СРСР. Побудовано і передано флоту 29 човнів цього проєкту. Планувалося побудувати 100 човнів. Єдиний проєкт ПЧ з підводним рухом на дизельному двигуні. Підводні човни цього типу призначалися для захисту портів, військово-морських баз і місць розосередженого базування ВМФ СРСР від нападу кораблів противника, а також для нанесення торпедних ударів по кораблях і судам противника в умовах позбавленими перешкод і шхер. Як і їхні попередники типу «Малютка», підводні човни цього проєкту для підвищення оперативної мобільності флоту могли перекидатися на інші театри військових дій залізничним транспортом. Транспортування залізницею за проєктом повинна була відбуватися з мінімальним демонтажем конструкції.

## Історія

### Проєктування
Проєкт 615 був розроблений відразу після німецько-радянської війни і був розвитком підводних човнів типу «Малютка». Поштовхом до його створення був вихід в липні 1946 року постанови  Ради Міністрів СРСР «Про заходи щодо подальшого розвитку робіт у галузі створення ПЧ з єдиним двигуном». Згідно з цією постановою в  ЦКБ-18 були розпочаті роботи по створенню дослідного зразка підводного човна з єдиним двигуном за типом єдиного двигуна з хімічним поглиначем вапняним (ЄД-ХПВ), працюючим по замкнутому циклу з використанням кисню для окислення палива і твердого хімічного поглинача для видалення вуглекислого газу. Головним конструктором корабля був призначений  А. С. Кассацієр, його заступниками стали  А. К. Назаров та С. Є. Ліпеліс.

## Будівництво
Після успішних випробувань головного корабля проєкт пішов в серійне виробництво в модифікації А615, що відрізнявся тільки установкою однієї цистерни для рідкого кисню замість двох, при збереженні тієї ж ємкості. 1949 року на заводі «Судомех», для перевірки розташування механізмів і обладнання був побудований дерев'яний макет у натуральну величину. У березні 1950 року заклали дослідний човен (М-254), а в серпні спустили його на воду. З вересня почалися його швартовні випробування. У липні 1951 року — заводські випробування. Тільки через рік вдалося розпочати державні. Будівництво усієї серії очолював Є. П. Корсак. Між спуском і початком швартовних випробувань в 1954-1955 роках становив 1-2 місяці. Тривалість швартовних випробувань перших човнів була 5,5 місяця, наступних — 2 місяці. Заводські ходові а потім і державні випробування проводилися в Таллінській військовій базі.
Будівництво цих підводних човнів на заводі імені А. Марті було пов'язане з великими труднощами — верф не будувала ПЧ вже 15 років. Але на відміну від секційного методу (на «Судомехе») тут будували блоковим. Цей метод був ефективнішим: стапельний період становив близько 120 днів, а загальний цикл побудови скорочувався на 20-25 %, зменшувалися витрати і трудомісткість — знижувалася собівартість. Крім того відрізнявся і метод спуску — на «Судомехе» зі стапеля знімали двома  плавкранами, а на  заводі імені А. Марті викочували на візках прямо в плавдоки і потім спускали його на воду. Всього з 1953 по 1959 роки, крім головного човна проєкту 615 було випущено 29 човнів модифікації А615. 23 з них були побудовані на ССЗ «Судомех» і 6 — на Адміралтейському ССЗ (до грудня 1957 року — ССЗ ім. А. Марті).

## Конструкція

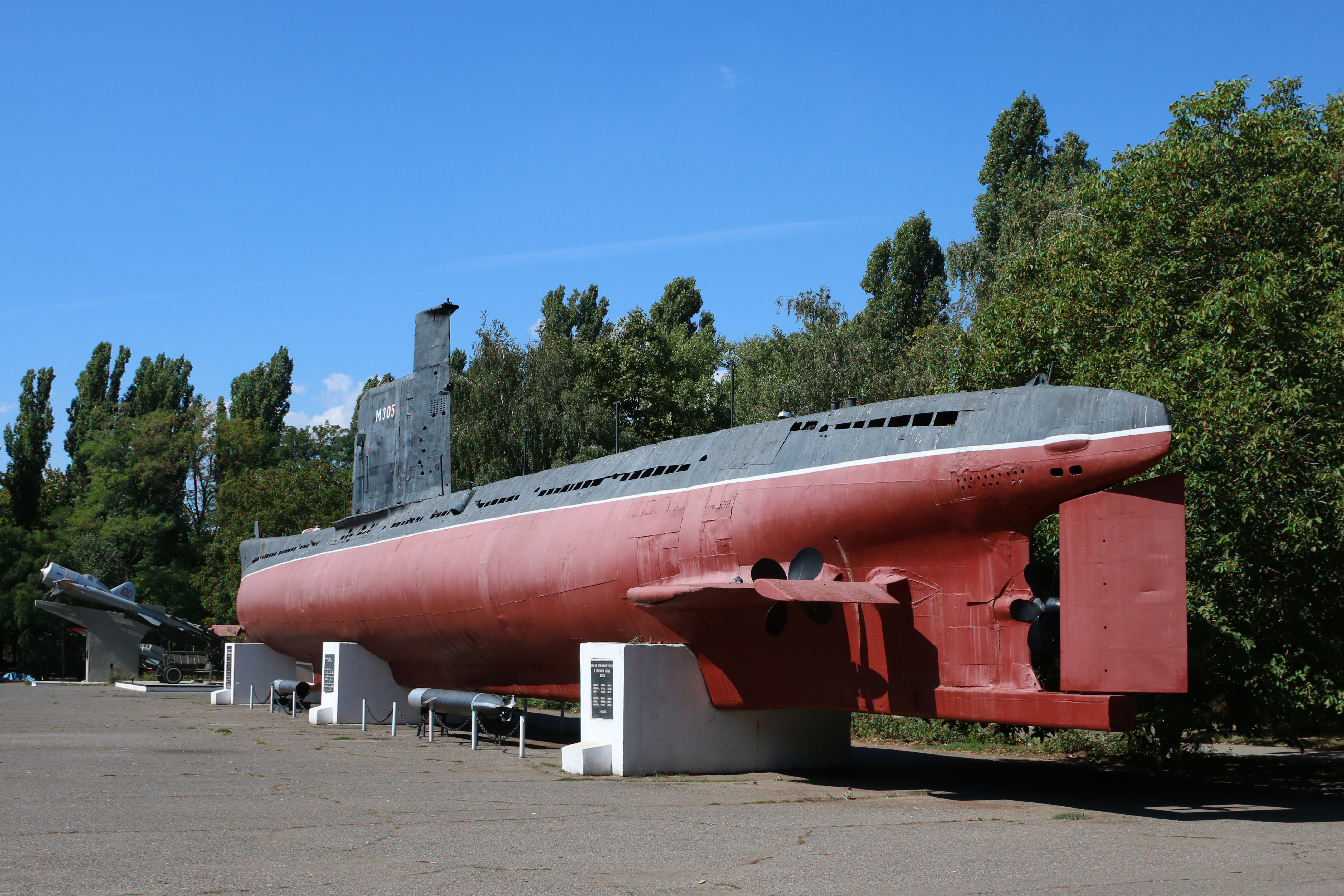
Корма і гвинти проєкту

За архітектурою корпусу підводні човни цього проєкту були півторакорпусними. Міцний корпус поділявся поперечними перегородками на 7 відсіків. Поперечні перегородки, що обмежували третій відсік (центральний пост), повинні були витримати тиск 10 кгс / кв. см, решта перегородок розраховувалися на 1 кгс/кв. см..

## Озброєння
Човни були озброєні чотирма торпедними апаратами в носовій частині, для яких не було передбачено перезаряджання торпед в морі. На перших човнах було встановлено спарену 25-мм зенітну гармату в обтічній формі передньої частини рубки, що робило цей проєкт останнім у світовій практиці з палубними гарматами.

## Енергетичне обладнання
Відмінною особливістю цього типу малих підводних човнів стала наявність єдиних повітро-незалежних двигунів для підводного ходу. Як головний двигун був прийнятий дизель 32Д потужністю 900 к.с., для форсованих режимів призначалися два дизельні двигуни М50П по 700 к.с., високошвидкісних, але з набагато меншим моторесурсом. Для підводного плавання на дизельних двигунах головний човен мав дві цистерни з рідким киснем загальною масою 8,5 тонн і 14,4 тонни хімічного поглинача вапняного типу. Також, на середньому валу був електродвигун ПГ-106 потужністю 100 к.с..

## Радіоелектронне і гідроакустичне обладнання
- Активний гідролокатор Тамір-5;
- Пасивний гідролокатор «Фенікс»;
- Nakat ESM-System;
- Система розпізнавання «свій-чужий».

Малі розміри човна і конструкція не дозволяли встановлювати сучасні системи гідроакустичного обладнання.

## Експлуатація
Човни А615 користувалися поганою славою у підводників, через високу пожежонебезпечність їх називали «запальничками» і практично не експлуатувалися.

## Ремонти і модернізації
Після другої пожежі з потопленням човнів і з людськими втратами човнам проєкту А615 було заборонено до з'ясування причин плавати при роботі дизелів по замкнутому циклу (тобто фактично в підводному положенні). Після розслідування цієї аварії на заводах-будівниках, модернізувалася киснева система, додатково встановлювалася: автоматична апаратура для замірів складу кисню і вуглекислоти; система піногасіння та інші технічні засоби. Саме застосування рідкого кисню як окислювача палива викликало експлуатаційно-технічні складності і підвищувало пожежонебезпеку. Через це на базі проєкту А615 був розроблений модернізований — 637, де замість рідкого кисню використовувався продукт Б-2. Для його відпрацювання було розпочато переобладнання останнього човна проєкту А615 М-361 (але роботи завершені не були).

## Інциденти
- 12 серпня 1956 підводний човен М-259 під командуванням капітана 3-го рангу Є. В. Бутузова відпрацьовував навчальні задачі на полігоні в західній частині Фінської затоки, коли в результаті зниження частки кисню в газовій суміші відбувся об'ємний вибух у відгородці середнього дизеля. При вибуху загинули три члени екіпажу, інженер-механік старший інженер-лейтенант М. П. Первухін задихнувся в диму, важкі травми та опіки отримали ще шість осіб. Поранених евакуювали торпедні катери, а підводний човен на буксирі відвів в Кронштадт протичовновий корабель. Державна комісія, що займалася розслідуванням аварії, недоробок в конструкції човна не виявила і визнала причиною події недоліки організації служби, за що Є. В. Бутузов був понижений у званні.
- 26 вересня 1957 підводний човен М-256 (англ.)[en] проходив випробування на швидкість на мірній милі Таллінського полігону неподалік від півострова Вімсі (Фінська затока). У результаті зниження частки кисню в газовій суміші стався об'ємний вибух в вигородці середнього дизеля. Пожежа, підживлюючись киснем з цистерни, поширилася на четвертий, п'ятий і шостий відсіки. Перебіркові двері були заблоковані уламками і тілами загиблих. У результаті командир човна капітан 3-го рангу Ю. С. Вавакін наказав екіпажу решти відсіків вийти на верхню палубу і зібратися в огорожі рубки. Прибуле до місця аварії рятувальне судно намотало на гвинт зчіпний канат, а підійшовший есмінець, побоюючись вибуху, відійшов від терплячого лихо човна на значну відстань. У зв'язку з відсутністю засобів пожежогасіння, пожежа у відсіках тривала, поки не вигоріли ущільнення забортних отворів, після чого всередину корпусу почала надходити вода, човен втратив поздовжню остійність і з диферентом на корму затонув. З води вдалося підібрати тільки сімох членів екіпажу (35 людей загинуло), бо підводний човен був оснащений лише сімома рятувальними жилетами. Жоден із загиблих в морі моряків не був знайдений.

Спочатку було констатовано, що причину аварії неможливо встановити, але у 1958 році це було переглянуто.
- На  Чорноморському флоті також затонув М-351, але без втрат серед особового складу.

## Сучасний статус
У 1965 році човни проєкту А615 були виведені з бойового складу ВМФ СРСР через нездатність плавати в підводному положенні спричинене вибухонебезпечністю головної ЕУ. З 1967 року човни перебували на консервації і у 1980 році були здані на металобрухт, два з них стали музеями але вже попереднього проєкту «Малютка». Дотепер як експонати збереглися два підводні човни проєкту А615 — М-261 демонструється в Краснодарі, М-296 знаходиться в Одесі (експонується під позначенням М-305).

## Представники
| Назва                            | Заводський №                 | Закладений                   | Спущений на воду             | Переданий флоту              | Виведений з флоту                                             |
| Завод імені А. Марті, Таллін     | Завод імені А. Марті, Таллін | Завод імені А. Марті, Таллін | Завод імені А. Марті, Таллін | Завод імені А. Марті, Таллін | Завод імені А. Марті, Таллін                                  |
| -------------------------------- | ---------------------------- | ---------------------------- | ---------------------------- | ---------------------------- | ------------------------------------------------------------- |
| М-255                            | 664                          | 08.09.1953                   | 16.09.1954                   | 10.12.1955                   | 1965, з 1967 р. на консервації, 1980 р. зданий на металобрухт |
| М-256                            | 665                          | 23.09.1953                   | 15.09.1954                   | 21.12.1955                   | 26.9.1956, затонув внаслідок пожежі                           |
| М-257                            | 666                          | 10.11.1953                   | 30.09.1954                   | 10.12.1955                   | 1965, з 1967 р. на консервації, 1980 р. зданий на металобрухт |
| М-258                            | 667                          | 18.11.1953                   | 04.11.1954                   | 21.12.1955                   | 1965, з 1967 р. на консервації, 1980 р. зданий на металобрухт |
| М-259                            | 668                          | 12.01.1954                   | 05.11.1954                   | 13.12.1955                   | 12.8.1956, затонув внаслідок пожежі                           |
| М-260                            | 669                          | 14.02.1954                   | 21.05.1955                   | 31.07.1956                   | 1965, з 1967 р. на консервації, 1980 р. зданий на металобрухт |
| М-261                            | 1070                         | 23.02.1954                   | 21.05.1955                   | 31.07.1956                   | 1965, з 1967 на консервації, з 1980 музей в Краснодарі        |
| М-262                            | 1071                         | 20.03.1954                   | 12.07.1955                   | 31.07.1956                   | 1965, з 1967 р. на консервації, 1980 р. зданий на металобрухт |
| М-263                            | 1072                         | 08.04.1954                   | 02.08.1955                   | 02.11.1956                   | 1965, з 1967 р. на консервації, 1980 р. зданий на металобрухт |
| М-264                            | 1073                         | 04.06.1954                   | 14.09.1955                   | 03.10.1956                   | 1965, з 1967 р. на консервації, 1980 р. зданий на металобрухт |
| М-265                            | 1074                         | 15.07.1954                   | 09.09.1955                   | 30.09.1956                   | 1965, з 1967 р. на консервації, 1980 р. зданий на металобрухт |
| М-266                            | 1075                         | 30.08.1954                   | 30.10.1955                   | 30.09.1956                   | 1965, з 1967 р. на консервації, 1980 р. зданий на металобрухт |
| М-267                            | 1078                         | 15.10.1954                   | 14.01.1956                   | 30.09.1956                   | 1965, з 1967 р. на консервації, 1980 р. зданий на металобрухт |
| М-268                            | 1079                         | 20.11.1954                   | 16.04.1956                   | 26.12.1956                   | 1965, з 1967 р. на консервації, 1980 р. зданий на металобрухт |
| М-269                            | 1080                         | 30.11.1954                   | 17.03.1956                   | 27.08.1957                   | 1965, з 1967 р. на консервації, 1980 р. зданий на металобрухт |
| М-295                            | 701                          | 10.01.1955                   | 03.04.1956                   | 16.08.1957                   | 1965, з 1967 р. на консервації, 1980 р. зданий на металобрухт |
| М-296                            | 702                          | 01.02.1955                   | 04.04.1956                   | 23.12.1958                   | 1965, з 1967 р. на консервації, з 1980 музей в Одесі          |
| М-297                            | 703                          | 05.08.1955                   | 29.07.1956                   | 29.08.1957                   | 1965, з 1967 р. на консервації, 1980 р. зданий на металобрухт |
| М-298                            | 704                          | 02.08.1955                   | 30.06.1956                   | 31.08.1957                   | 1965, з 1967 р. на консервації, 1980 р. зданий на металобрухт |
| М-299                            | 705                          | 19.09.1955                   | 04.10.1956                   | 30.11.1957                   | 1965, з 1967 р. на консервації, 1980 р. зданий на металобрухт |
| М-300                            | 711                          | 27.09.1955                   | 12.10.1956                   | 30.11.1957                   | 1965, з 1967 р. на консервації, 1980 р. зданий на металобрухт |
| М-301                            | 713                          | 07.01.1956                   | 23.02.1957                   | 27.12.1958                   | 1965, з 1967 р. на консервації, 1980 р. зданий на металобрухт |
| М-321                            | 715                          | 24.12.1955                   | 23.02.1957                   | 23.12.1958                   | 1965, з 1967 р. на консервації, 1980 р. зданий на металобрухт |
| Адміралтейський завод, Ленінград |                              |                              |                              |                              |                                                               |
| М-351                            | 801                          | 24.03.1954                   | 04.07.1955                   | 03.08.1956                   | затонув внаслідок пожежі                                      |
| М-352                            | 802                          | 10.04.1954                   | 07.10.1955                   | 30.09.1956                   | 1965, з 1967 р. на консервації, 1980 р. зданий на металобрухт |
| М-353                            | 803                          | 15.05.1955                   | 26.04.1956                   | 30.09.1956                   | 1965, з 1967 р. на консервації, 1980 р. зданий на металобрухт |
| М-354                            | 804                          | 23.06.1955                   | 05.06.1956                   | 25.11.1956                   | 1965, з 1967 р. на консервації, 1980 р. зданий на металобрухт |
| М-355                            | 805                          | 08.07.1955                   | 17.04.1957                   | 01.08.1957                   | 1965, з 1967 р. на консервації, 1980 р. зданий на металобрухт |
| М-356                            | 816                          | 05.04.1956                   | 27.04.1957                   | 20.08.1957                   | 1965, з 1967 р. на консервації, 1980 р. зданий на металобрухт |